# Europese weg 411
De Europese weg 411 of E411 is een Europese weg door België en Frankrijk, maar deze gaat thans niet volledig over autosnelwegen. De route begint op het Leonardkruispunt in Brussel en volgt vanaf daar het traject van de A4 tot Aarlen. Daar wordt de route vervolgd over de N81 en de A28 richting Aubange en het Franse Longwy, waarna deze ten slotte via de Franse A30 in de richting van Metz verdergaat en op de A31-E25 bij Uckange eindigt. In Wallonië draagt deze snelweg ook de naam "Autoroute des Ardennes".
Oorspronkelijk volgde de route de volledige Belgische A4 tot aan de Luxemburgse grens. Nadat er plannen op tafel kwamen voor een nieuwe autosnelweg tussen Aarlen en Longwy (de A28), werd de route verplaatst zodat deze nieuwe weg in de toekomst ook tot het Europese wegennetwerk kan behoren.

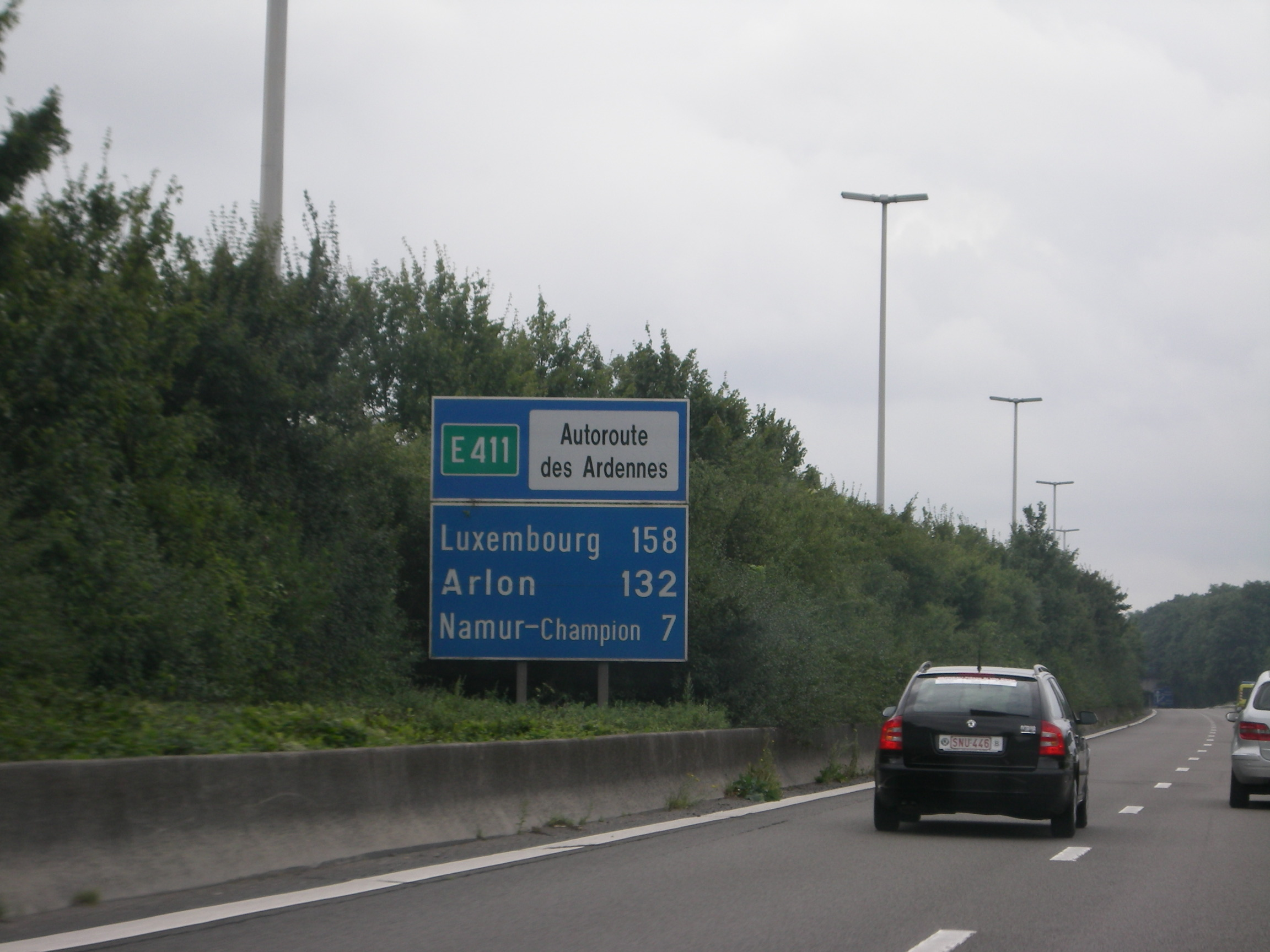
Wegwijzer 'Autoroute des Ardennes